# Авзоны

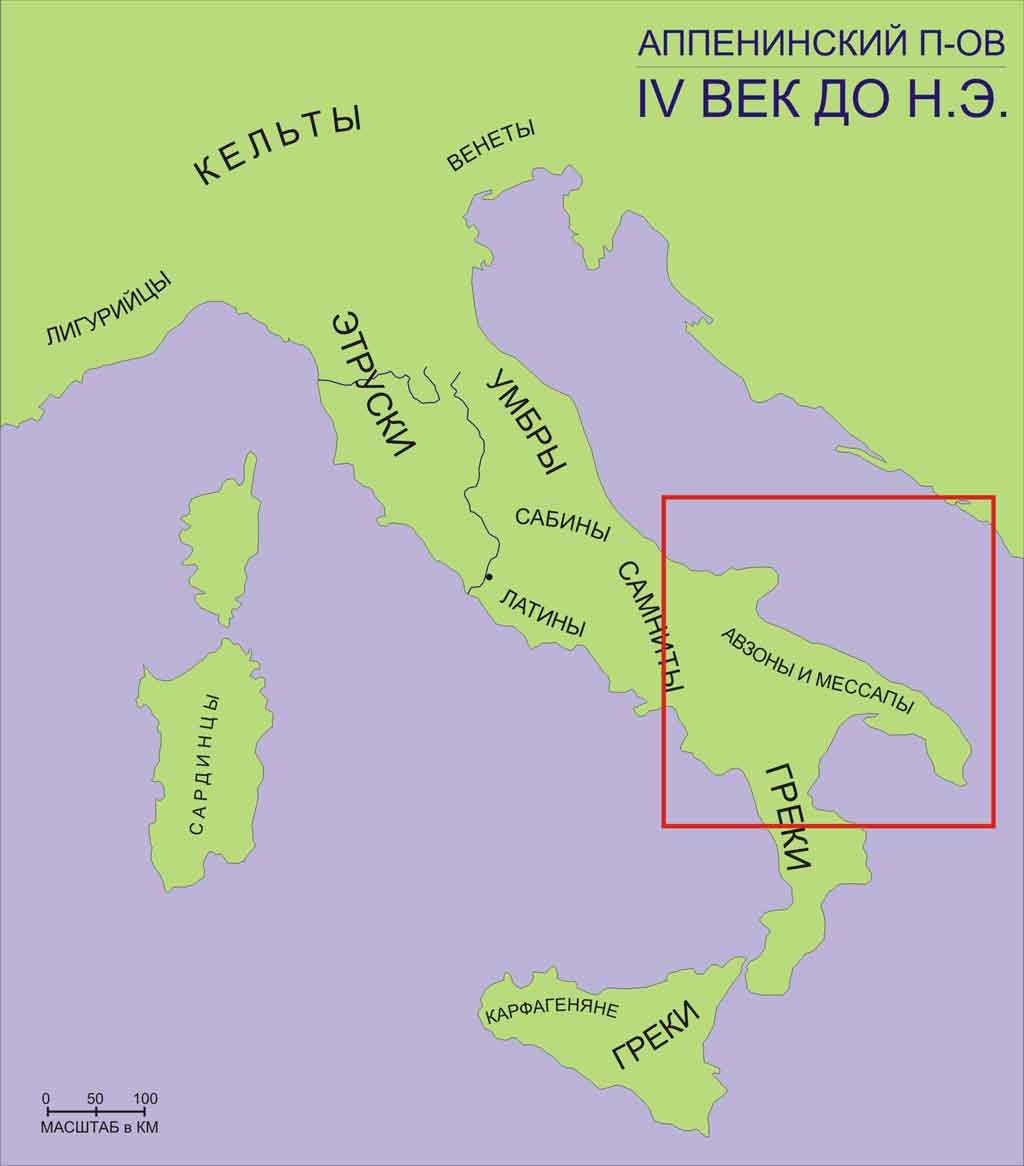
Обитание племён авзонов на Апеннинском полуострове в IV веке до Н. Э.

Авзоны (авсоны, апу́лы; греч. Αὔσονες, лат. Ausoni) — древнее италийское племя, обитавшее в юго-западной части Древней Италии, в Кампании и Апулии. Часто путают с аврунками, с которыми у них общее только происхождение. Авзоны относились к фалискско-латинской ветви древних италиков, куда вместе с ними входили фалиски, латины, энотры и, вероятно, сикулы. Поскольку самниты, принадлежавшие к умбро-оскско-сабелльской ветви, смешивались с авзонами, последних иногда относят к оскским племенам. Высказывалось мнение, что название своё авзоны получили от калабрийского приморского города Уценты.
Авзоны говорили на языке индоевропейской языковой семьи и, вероятно, поселились в Италии в XVII веке до н. э. Около 1250 года до н. э. часть авзонов переправилось на Сицилию. Во время завоевания римлянами Апеннинского полуострова основные города авзонов были уничтожены.
О племени авзонов сохранилось очень мало информации, главными источниками являются легендарные произведения античных авторов. В древнеримской поэзии наименование «авзоны» использовалось как общее название италиков (италийцев), а «Авзония» — как поэтическое название Италии. В византийской же художественной традиции понятие «авзоны» вплоть до XII века использовалось как самоназвание — например, поэт Иоанн Геометр писал так про болгаро-византийские войны: «Никогда бы не сказал, что мизийские стрелы сильнее авзонских копий».
От названия этой народности происходит имя Авзоний (Авсоний).